# 周述
周 述（しゅう じゅつ、生年不詳 - 1437年）は、明代の官僚。字は崇述、号は東墅。本貫は吉州吉水県。

## 生涯
1404年（永楽2年）、従弟の周孟簡とともに進士に及第した。永楽帝が手ずから二人に策問し、二人そろって翰林院編修に任じられた。1405年（永楽3年）1月、解縉が永楽帝の命を受けて曾棨ら28人を選抜し、文淵閣に読書させると、周述は周孟簡とともにこれに選ばれた。1414年（永楽12年）8月、楊溥とともに応天府での科挙試験の主考官をつとめた。
周述は永楽帝の北巡に扈従し、左春坊諭徳に累進した。1424年（永楽22年）、洪熙帝が即位すると、周述は皇太子朱瞻基に従って南京の陵墓を参拝した。1430年（宣徳5年）5月、左庶子に進んだ。1435年（宣徳10年）7月、苗衷とともに応天府での科挙試験の主考官をつとめた。1437年（正統2年）10月、在官のまま死去した。著書に『東墅集』があった。